# Les Étonnifiants
Albums de Les Inconnus
Bouleversifiant !
(1991)
Les Étonnifiants est un album des Inconnus sorti le 7 décembre 1992.

## Crédits
- Réalisation et arrangements – Alain Granat[1]
- Claviers et programmations – David Dahan, Patrick Maarek, Yann Fischer, Alain Granat.
- Guitares – Patrick Maarek, Alain Granat.

## Liste des titres
Toutes les chansons sont écrites et composées par Didier Bourdon, Bernard Campan et Pascal Légitimus sauf indication.
| No | Titre                                        | Chanteur principal         | Durée |
| -- | -------------------------------------------- | -------------------------- | ----- |
| 1. | Chanson Hard Rock (poésie)                   | Bernard Campan             | 4:14  |
| 2. | Vice et versa                                | Didier Bourdon             | 3:25  |
| 3. | Y'en a marre du Rap                          | Pascal Légitimus           | 2:38  |
| 4. | Interview                                    |                            | 2:59  |
| 5. | Negra Bouch'Beat - C'est toi que je t'aime   | Bernard Campan             | 3:15  |
| 6. | Rap-Tout (Vampire)                           | Bourdon, Campan, Légitimus | 4:01  |
| 7. | Télémagouilles (Bourdon, Campan, Légitimus,) |                            | 10:28 |
| 8. | Les pétasses                                 |                            | 5:28  |
| 9. | La Z.U.P                                     |                            | 7:10  |